# Lena (Wisconsin)
Lena is een plaats (village) in de Amerikaanse staat Wisconsin, en valt bestuurlijk gezien onder Oconto County.

## Demografie
Bij de volkstelling in 2000 werd het aantal inwoners vastgesteld op 510. In 2006 is het aantal inwoners door het United States Census Bureau geschat op 500, een daling van 10 (-2,0%).

## Geografie
Volgens het United States Census Bureau beslaat de plaats een oppervlakte van 2,3 km², geheel bestaande uit land. Lena ligt op ongeveer 200 m boven zeeniveau.

## Plaatsen in de nabije omgeving
De onderstaande figuur toont nabijgelegen plaatsen in een straal van 24 km rond Lena.